# Westelijke rotsmuis
De westelijke rotsmuis (Apodemus epimelas) is een knaagdier uit de onderfamilie der muizen en ratten van de Oude Wereld (Murinae), behorende tot de bosmuizen (Apodemus). Het is de grootste bosmuis van Europa.
Hij is nauw verwant aan de oostelijke rotsmuis (Apodemus mystacinus), en werd voorheen als een ondersoort van de rotsmuis beschouwd. De westelijke rotsmuis heeft een grijzere buik en wordt over het algemeen groter dan de rotsmuis.

## Leefwijze
De rotsmuis leeft van olijven, kersen, jeneverbessen, groene plantendelen en insecten. Als woonplaats hebben ze een hol onder keien.

## Voortplanting
Twee tot negen jongen worden geboren na een draagtijd van 23 dagen. Een vrouwtje heeft tot drie worpen per jaar.

## Verspreiding
De westelijke rotsmuis komt op de Balkan voor: in West-Bulgarije, Griekenland, Albanië, West-Kroatië, West-Bosnië en Herzegovina, Montenegro en het Europese deel van Turkije. Verder zijn ze te vinden op eilandjes in de Adriatische Zee en op de Ionische Eilanden. Ook aan de Italiaanse kant van de Adriatische zee is er een populatie, op het schiereiland Gargano.

## Ontwikkeling
Waarschijnlijk ontstond de soort na het ontstaan van de Bosporus, aan het einde van het Plioceen of het begin van het Pleistoceen, waardoor Europa van Klein-Azië gescheiden raakte. De Europese populatie raakte zo geïsoleerd van de Aziatische populatie, en ontwikkelde zich tot een aparte soort. Beide soorten worden soms in het ondergeslacht Karstomys geplaatst.
1. ↑  (en) Westelijke rotsmuis op de IUCN Red List of Threatened Species.